# 松尾知枝
松尾 知枝（まつお ちえ、1980年3月18日 - ）は、東京都出身の女性タレント、モデル、コラムニストである。 旧芸名：水谷舞。エクステンション所属。

## 人物
特技はトランペット、フルート。
小学5年生から高校3年生まで児童養護施設で育つ。東京経済大学在学中の1999年から2001年まで、NAAエアポートプリンセスを務めた。卒業して日本航空に入社し契約制客室乗務員となり5年間乗務した。2007年に退職し、虹夢香の芸名でグラビアアイドルとして芸能界デビュー。
その後水谷舞に芸名を変更。2008年12月から雑誌『サイゾー』にて、『水谷舞の合コン四季報』の連載がスタートした。これをきっかけに“合コン総研アナリスト”としてテレビ・雑誌などに出演した。
その後2010年に人材コンサルティング会社「株式会社インプレシャス」を起業し代表取締役社長となる。現在は恋愛セミナー・婚活パーティー・プレミア合コンセッティング等を手がける。 法人向け研修では、自己啓発・パーソナルブランド講座を開催。また男性向け婚活支援サービス『エグゼクティブMember's LOUNGE』、およびセルフブランドを磨いて恋愛力を磨く美女向け婚活支援サービス『Precious美女倶楽部』も主宰している。現在登録者数は約800名。
2011年にパールダッシュに移籍し、本名の松尾知枝（まつおちえ）名義での活動を開始。現在はエクステンションに所属。

## 出演

### テレビ番組
- 今ちゃんの「実は…」（ABC）
- 遠藤淳（テレビ東京）
- サンデージャポン（TBS）
- 新知識階級 クマグス（TBS）
- ひるおび!（TBS）
- めざましテレビ（フジテレビ）
- ネプリーグ（フジテレビ）
- サンデージャポン（TBS）
- Take Me Out（TBS）
- THE 1億分の8（TBS）
- ワンセグランチボックス（NHK）
- その話ハイラセテ（フジテレビ）
- ワイド!スクランブル（テレビ朝日）月2回、金曜日に出演

### 雑誌
- Gainer（光文社）
- 日経ウーマン（日経BP社）
- 週刊プレイボーイ（集英社）
- フライデー (雑誌)（講談社）
- bea's up（アドウェイズブックス） - 2010年1月より連載
- CREA（文藝春秋）
- 週刊大衆（双葉社）
- FLASH（光文社）
- SPA!（扶桑社）
- サイゾー（サイゾー） -「水谷舞の合コン四季報」（2008年12月 - ）
- 美人百花（角川春樹事務所）
- MORE（集英社）

### DVD
- ATTENTION PLEASE（ティーエムシー）- 虹夢香名義（2007年8月24日）
- 岩井志麻子の歌舞伎町猥談 Vol.1（アース・スターエンターテイメント）（2010年10月15日）

### WEB
- モッテコ書店 元国際線 CA 水谷舞がナビゲートする MY FAVORITE AIRLINES TAKE OFF! （2008年11月7日）

### 書籍
- 『1日5分で夢が叶う日記の魔法』(2012年1月・中経出版刊)　ISBN 978-4-8061-4262-1
- 『マイル　極貧からCAへ芸能界へ、階段をのぼる私』(2012年2月・講談社刊)　ISBN 978-4062170673